# Ильичёв, Виктор Григорьевич
Ви́ктор Григо́рьевич Ильичёв (5 февраля 1946, Ленинград, СССР — 8 октября 2010, Бока-Ратон, Флорида, США) — советский, российский актёр театра и кино, заслуженный артист РСФСР (1988).
Согласно статистике, приведённой на сайте «Советский экран», Виктор Ильичёв вошёл в двадцатку самых снимаемых актёров СССР, сыграв до 1991 года в 100 фильмах.

## Биография
Виктор Ильичёв родился 5 февраля 1946 года в Ленинграде.
Занимался в Театре юношеского творчества (ТЮТ) при Ленинградском дворце пионеров (1959—1963) под руководством Матвея Дубровина. Позднее он записался и исправно посещал детскую студию при Театре имени Ленсовета, где играл преимущественно хара́ктерные роли.
Получив аттестат о среднем образовании, Ильичёв, к тому времени уже окончательно увлёкшийся театром, поступил в Ленинградский государственный институт театра, музыки и кинематографии, обучался под руководством театрального режиссёра и педагога Георгия Товстоногова. На четвёртом курсе института сыграл одну из главных ролей в знаменитом студенческом спектакле «Зримая песня», ставшем знаковым для поколения 1960—1970-х годов. После окончания учебного заведения в 1967 году актёр был принят в труппу Ленинградского театра имени Ленинского комсомола, где проработал до 1973 года, после чего перешёл в академический театр имени В. Ф. Комиссаржевской, на сцене которого выступал в течение двух лет.
В 1977 году стал киноактёром на киностудии «Ленфильм». На больших экранах дебютировал ещё в студенческие годы, сыграв эпизодическую, но запоминающуюся роль абитуриента в мелодраме Георгия Натансона «Старшая сестра» с Татьяной Дорониной в главной роли. Затем последовало ещё несколько второстепенных ролей, и уже в своём пятом по счёту фильме — драме Ильи Авербаха и Игоря Масленникова «Личная жизнь Кузяева Валентина» — Ильичёв исполнил главную роль. Типаж Ильичёва — скромняга парень, который лезет во все дела, борясь со своей застенчивостью.
Вскоре сформировалось и амплуа актёра — роли простоватых, обаятельных и скромных парней. Как отмечали многие кино- и театральные критики, Ильичёв — гениальный актёр второго плана, чьё появление в кадре неизменно вызывает у зрителей улыбку и массу положительных эмоций.  Кинорежиссер Слава Цукерман так охарактеризовал Ильичёва: «Его добрая светлая внешность всегда вызывала прилив хорошего настроения, когда он появлялся в кадре. Да и играл он в основном персонажей добрых и симпатичных». Среди ролей — Фабьо в музыкальной комедии «Собака на сене», Федька Бык в приключенческом боевике «Зелёный фургон», Сеня в комедийном мюзикле Наума Бирмана «Учитель пения», Алексеев в комедии Бориса Бушмелёва «Вечерний лабиринт», инспектор Андрианов в драме Эльдора Уразбаева «Инспектор ГАИ», скромный Дима в мелодраматической комедии Геральда Бежанова «Самая обаятельная и привлекательная», исполнительный Макар в криминально-авантюрной ленте Виктора Сергеева «Гений».
В 1992 году уехал во Флориду (США) вслед за женой, балериной Кировского театра Светланой Осиевой. Через год вернулся, но вскоре эмигрировал окончательно. Работал уборщиком в школе, упаковщиком товаров в магазине.
Скончался на 65-м году жизни 8 октября 2010 года от рака мочевого пузыря в городе Бока-Ратоне (Флорида). Прах захоронен в колумбарии на кладбище  The Gardens of Boca Raton.

## Семья
Жена — Светлана Осиева (род. 1950), балерина, в течение 20 лет танцевала в Кировском (Марииниском) театре оперы и балета в Ленинграде. В 1968 году окончила Вагановское училище. Вышла на пенсию в 38 лет. Преподавала в Ленинграде (возглавляла балетную студию), Чехословакии, Португалии, Италии (несколько лет вела курс в балетной школе). С 1991 года живёт в США (Флорида). Работает педагогом в балетной школе Harid Conservatory в Бока-Ратоне.
Сын Михаил Ильичёв (род. 1971). Окончил театральный институт в Петербурге, работал в Театре имени Комиссаржевской, а переехав в США с родителями, учился предпринимательству и работает брокером. 

## Основная фильмография
| Год       |     | Название                                                        | Роль                                                               |
| --------- | --- | --------------------------------------------------------------- | ------------------------------------------------------------------ |
| 1966      | ф   | Старшая сестра                                                  | абитуриент ЛГИТМиКа, читающий монолог Чацкого                      |
| 1966      | ф   | Кто придумал колесо?                                            | кавалер Инны (нет в титрах)                                        |
| 1967      | ф   | Личная жизнь Кузяева Валентина                                  | Валентин Кузяев                                                    |
| 1967      | кор | Суд                                                             | Серапион                                                           |
| 1967      | ф   | Комиссар                                                        | эпизод (нет в титрах)                                              |
| 1967      | ф   | Хроника пикирующего бомбардировщика                             | Осадчий, рядовой-механик (озвучивает Леонид Быков)                 |
| 1968      | ф   | Степень риска                                                   | студент-«двоечник»                                                 |
| 1968      | ф   | Пять миллионов (фильм-спектакль)                                | Андре, сын Лево                                                    |
| 1968      | ф   | Элиза Дулиттл (фильм-спектакль)                                 | Джемми                                                             |
| 1968      | ф   | Пер Гюнт (фильм-спектакль)                                      | жених                                                              |
| 1969      | ф   | Завтра, третьего апреля…                                        | Станислав Петрович, физик и жених Ариадны Николаевны               |
| 1969      | кор | Экзамен на чин                                                  | экзаменуемый чиновник                                              |
| 1969      | ф   | Мама вышла замуж                                                | Леонид-«Леонардо Недовинченный», друг Бори Голубева                |
| 1970      | ф   | Ночная смена                                                    | Коля Дядев, рабочий, член самодеятельности                         |
| 1971      | ф   | Драма из старинной жизни                                        | Афанаска, актёр крепостного театра                                 |
| 1971      | ф   | Шутите?                                                         | тракторист Ваня                                                    |
| 1971      | ф   | Два веронца (фильм-спектакль)                                   | Спид                                                               |
| 1972      | ф   | Учитель пения                                                   | Лёва                                                               |
| 1972      | ф   | Вот моя деревня                                                 | Кузьма Буреломов                                                   |
| 1973      | ф   | Аварийное положение                                             | Кузьма Буреломов                                                   |
| 1974      | ф   | Под каменным небом                                              | Петя Потапов, солдат                                               |
| 1974      | ф   | Вылет задерживается                                             | Анатолий Колосёнок                                                 |
| 1974      | ф   | Звезда экрана                                                   | Сеня                                                               |
| 1975      | ф   | Воздухоплаватель                                                | одессит Франтик                                                    |
| 1975      | ф   | Одиннадцать надежд                                              | Лёша, друг Пархоменко (в титрах не указан)                         |
| 1976      | ф   | Венок сонетов                                                   | Володя, 20-летний младший лейтенант                                |
| 1976      | ф   | Семейная мелодрама                                              | Имя персонажа не указано                                           |
| 1977      | тф  | Собака на сене                                                  | Фабьо                                                              |
| 1977      | кор | Неоконченный разговор                                           | Коля                                                               |
| 1978      | ф   | Поговорим, брат                                                 | Жмаков                                                             |
| 1978      | ф   | Кот в мешке                                                     | Вадим Николаевич Савчук, осветитель в театре                       |
| 1978      | ф   | След на земле                                                   | лётчик                                                             |
| 1978      | ф   | Пуск                                                            | Борис Плужников                                                    |
| 1978      | ф   | Трасса                                                          | Виктор, водитель                                                   |
| 1978      | с   | Соль земли                                                      | Иван, водитель                                                     |
| 1979      | ф   | Трое в лодке, не считая собаки                                  | помощник смотрителя лабиринта                                      |
| 1979      | ф   | Фрак для шалопая                                                | Георгий Иванович Мякишев                                           |
| 1979      | ф   | Дикая охота короля Стаха                                        | становой пристав                                                   |
| 1979      | ф   | Прогулка, достойная мужчин                                      | Павел                                                              |
| 1979      | ф   | Тот самый Мюнхгаузен                                            | танцор в кабачке                                                   |
| 1980      | ф   | Школа                                                           | Сырцов                                                             |
| 1980      | ф   | Только в мюзик-холле                                            | Клешнин, староста коллектива                                       |
| 1980      | ф   | Вечерний лабиринт                                               | Алексеев Николай Потапович                                         |
| 1980      | ф   | Амнистия                                                        | Таратута                                                           |
| 1981      | ф   | Семь счастливых нот                                             | член киносъёмочной группы Лёня                                     |
| 1981      | ф   | Вот такая музыка                                                | Федя, киномеханик                                                  |
| 1981      | ф   | Затишье                                                         | лакей Федот                                                        |
| 1981      | ф   | Смотри в оба!                                                   | Фитиль                                                             |
| 1981      | ф   | Через Гоби и Хинган                                             | Зяблик                                                             |
| 1982      | ф   | За счастьем                                                     | Сеня                                                               |
| 1982      | ф   | Таможня                                                         | Громов, судовой механик                                            |
| 1982      | ф   | С кошки всё и началось…                                         | дядя Серёжа, друг папы Славика Барышева                            |
| 1982      | ф   | Инспектор ГАИ                                                   | Андрианов                                                          |
| 1982      | ф   | Культпоход в театр                                              | Миша, неудачливый жених Ани                                        |
| 1982      | ф   | Вот такие чудеса                                                | Виктор Григорьевич Вишняков, руководитель ансамбля народного танца |
| 1982      | ф   | Трест, который лопнул                                           | Имя персонажа не указано                                           |
| 1983      | ф   | Зелёный фургон                                                  | Федька Бык                                                         |
| 1983      | ф   | Миргород и его обитатели                                        | учитель                                                            |
| 1983      | ф   | Ученик лекаря                                                   | Гроздан                                                            |
| 1983      | ф   | Водитель автобуса                                               | Жилкин                                                             |
| 1983      | ф   | Витя Глушаков — друг апачей                                     | Геннадий Степанович, учитель труда                                 |
| 1983      | ф   | Вам телеграмма                                                  | Толя, муж Юли                                                      |
| 1984      | ф   | Макар-следопыт                                                  | белогвардеец «Студент»                                             |
| 1984      | ф   | Радуница                                                        | Лёня                                                               |
| 1984      | ф   | Сказки старого волшебника                                       | Скороход                                                           |
| 1984      | ф   | Мой избранник                                                   | Агеев                                                              |
| 1984      | ф   | Победа                                                          | А. А. Громыко (озвучивает Анатолий Кузнецов)                       |
| 1984      | ф   | Букет мимозы и другие цветы                                     | жених Светланы                                                     |
| 1985      | ф   | Искренне Ваш...                                                 | Юра                                                                |
| 1985      | ф   | Прыжок                                                          | Бурышкин                                                           |
| 1985      | ф   | Самая обаятельная и привлекательная                             | Дима                                                               |
| 1985      | ф   | Я любил вас больше жизни                                        | Самулёкин                                                          |
| 1985      | ф   | Софья Ковалевская                                               | подрядчик                                                          |
| 1986      | ф   | Была не была                                                    | Петро                                                              |
| 1986      | ф   | О том, чего не было                                             | муж Юли                                                            |
| 1986      | ф   | Праздник Нептуна                                                | Имя персонажа не указано                                           |
| 1986      | ф   | При открытых дверях                                             | Петров                                                             |
| 1986      | ф   | Скакал казак через долину                                       | Костя Интересный                                                   |
| 1986      | ф   | Хорошо сидим!                                                   | отпускник                                                          |
| 1987      | ф   | Апелляция                                                       | Поспелов                                                           |
| 1987      | ф   | И завтра жить                                                   | Митин                                                              |
| 1987      | ф   | Зять из провинции                                               | Иннокентий Викторович                                              |
| 1987      | ф   | Репетитор                                                       | Виталий                                                            |
| 1987      | ф   | Наездники (киноальманах, новелла «Мирное время Романа Шмакова») | Стёпа                                                              |
| 1987      | ф   | И завтра жить                                                   | Митин                                                              |
| 1987      | кор | Урок сольфеджио                                                 | Имя персонажа не указано                                           |
| 1987      | ф   | Планета Новогодних ёлок (фильм-спектакль)                       | космонавт                                                          |
| 1988      | ф   | Воля Вселенной                                                  | классный руководитель, учитель физкультуры Ростислав Васильевич    |
| 1988      | ф   | Происшествие в Утиноозёрске                                     | Бандуилов                                                          |
| 1988      | ф   | Не забудь оглянуться                                            | Степан                                                             |
| 1988      | ф   | Сороковой день                                                  | Григорий                                                           |
| 1989      | ф   | Светлая личность                                                | Юсупов                                                             |
| 1989      | ф   | В знак протеста                                                 | Агапкин                                                            |
| 1989      | ф   | Две стрелы. Детектив каменного века                             | Торопливый                                                         |
| 1990      | ф   | Каталажка                                                       | капитан Забегайло                                                  |
| 1990      | ф   | Здравия желаю! или Бешеный дембель                              | прапорщик Туча                                                     |
| 1991      | ф   | Гений                                                           | Макар                                                              |
| 1991      | ф   | 1 000 долларов в одну сторону                                   | Егор Кузьмич Стычкин                                               |
| 1991      | ф   | Брюнетка за 30 копеек                                           | Халдеев                                                            |
| 1991      | ф   | Семь дней с русской красавицей                                  | матрос                                                             |
| 1991      | ф   | Говорящая обезьяна                                              | Донышкин                                                           |
| 1991      | ф   | Кешка и «гангстеры»                                             | Андрей, водитель «Москвича»                                        |
| 1991      | ф   | Семьянин                                                        | капитан милиции                                                    |
| 1992      | мтф | Рэкет                                                           | Витя                                                               |
| 1992      | ф   | Воздушные пираты                                                | «Гиббон»                                                           |
| 1992      | ф   | Билет в красный театр, или Смерть гробокопателя                 | Пирожков, агент КГБ                                                |
| 1993      | ф   | Настя                                                           | эпизод, нет в титрах                                               |
| 1993      | ф   | Фанданго для мартышки                                           | Удодов                                                             |
| 1993      | ф   | Не хочу жениться!                                               | Альберт Янович, пациент пластического хирурга                      |
| 1993      | ф   | Трам-тарарам, или Бухты-барахты                                 | Рябов, «Рябый», член бригады строителей                            |
| 1993—2001 | с   | Воздушный экспресс (Армения, Россия, Франция)                   | Имя персонажа не указано                                           |
| 1994      | ф   | Русский счёт                                                    | Вениамин Сергеевич Данилин; рецидивист Фанин, он же «Штопор»       |
| 1994      | ф   | Глухарь                                                         | репортёр                                                           |
| 1994      | ф   | Анекдотиада, или История Одессы в анекдотах                     | лейтенант милиции                                                  |
| 1995      | ф   | Будем жить! (Украина)                                           | весёлый                                                            |
| 1997      | ф   | Рэкет-2 (не был завершён)                                       | телеоператор Витя                                                  |
| 2004      | ф   | Жениться в 24 часа                                              | Виктор Дергачёв, русский эмигрант                                  |
| 2004      | ф   | Заторможенный рефлекс                                           | Вадим                                                              |
| 2004      | ф   | Не нарушая закона                                               | Имя персонажа не указано                                           |